# Cestrum cobanense
Cestrum cobanense är en potatisväxtart som beskrevs av Francey. Cestrum cobanense ingår i släktet Cestrum och familjen potatisväxter. Inga underarter finns listade i Catalogue of Life.